# Локомотив (стадион, Киев)
Стадион «Локомотив» (укр. Стадіон «Локомотив») — футбольный стадион в Киеве, домашняя арена одноименного футбольного клуба. Открытый 2 августа 1925 на месте стадиона для игр работников железнодорожного вокзала, современное название получил в октябре 1935 года. Рассчитан на 1500 зрителей, места для которых оборудованы индивидуальными пластиковыми сиденьями. Имеет искусственное покрытие газона и башни искусственного освещения. За одними из ворот основного поля расположена дополнительная футбольная площадка меньших размеров.

## История

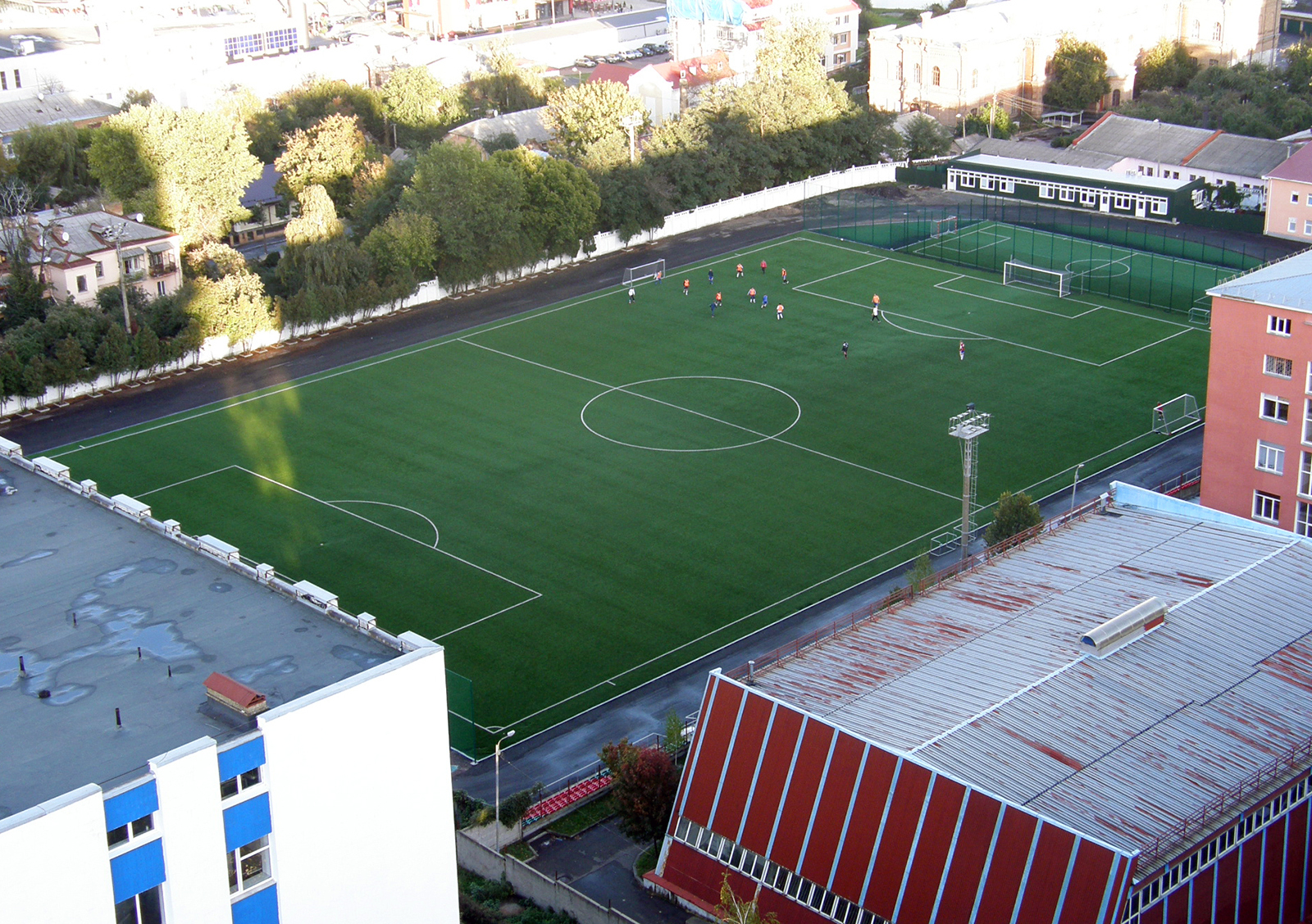

С 1919 года на месте современного стадиона «Локомотив» существовала площадка для проведения игр среди рабочих и служащих киевского железнодорожного вокзала. 2 августа 1925 был официально открыт новый стадион для команды «Желдор», которая была в то время одной из самых сильных в Киеве. Об этом было официально сообщено в газете «Вестник физической культуры» (№ 10 за октябрь 1925 г.).
Почти два года стадион не имел конкретного названия и обычно назывался «Желдор», однако в 1927 году его официально назвали «Красный железнодорожный стадион». Первую серьезную реконструкцию арена претерпела в 1933—1934 годах, когда были достроены трибуны на 10 000 мест. В конце 1935 на съезде физкультурников Юго-Западной железной дороги было принято решение о создании ДСО «Локомотив», согласно которому новые названия получили и футбольная команда, и стадион. В 1938 году на «Локомотиве» проводились матчи высшего дивизиона чемпионата СССР по футболу.
После потери командой профессионального статуса в 1947 году арена принимала преимущественно соревнования на первенство Киева, а также служила базой для подготовки молодых футболистов в ДЮФК «Локомотив». В начале XXI века стадион находился на грани исчезновения, существовала вероятность построения на его месте «элитного» фитнес-центра, однако в 2011—2012 годах была завершена его реконструкция. Кроме основного поля размером 104 × 68 м по одним из ворот размещена дополнительная площадка меньшего размера с искусственным покрытием.

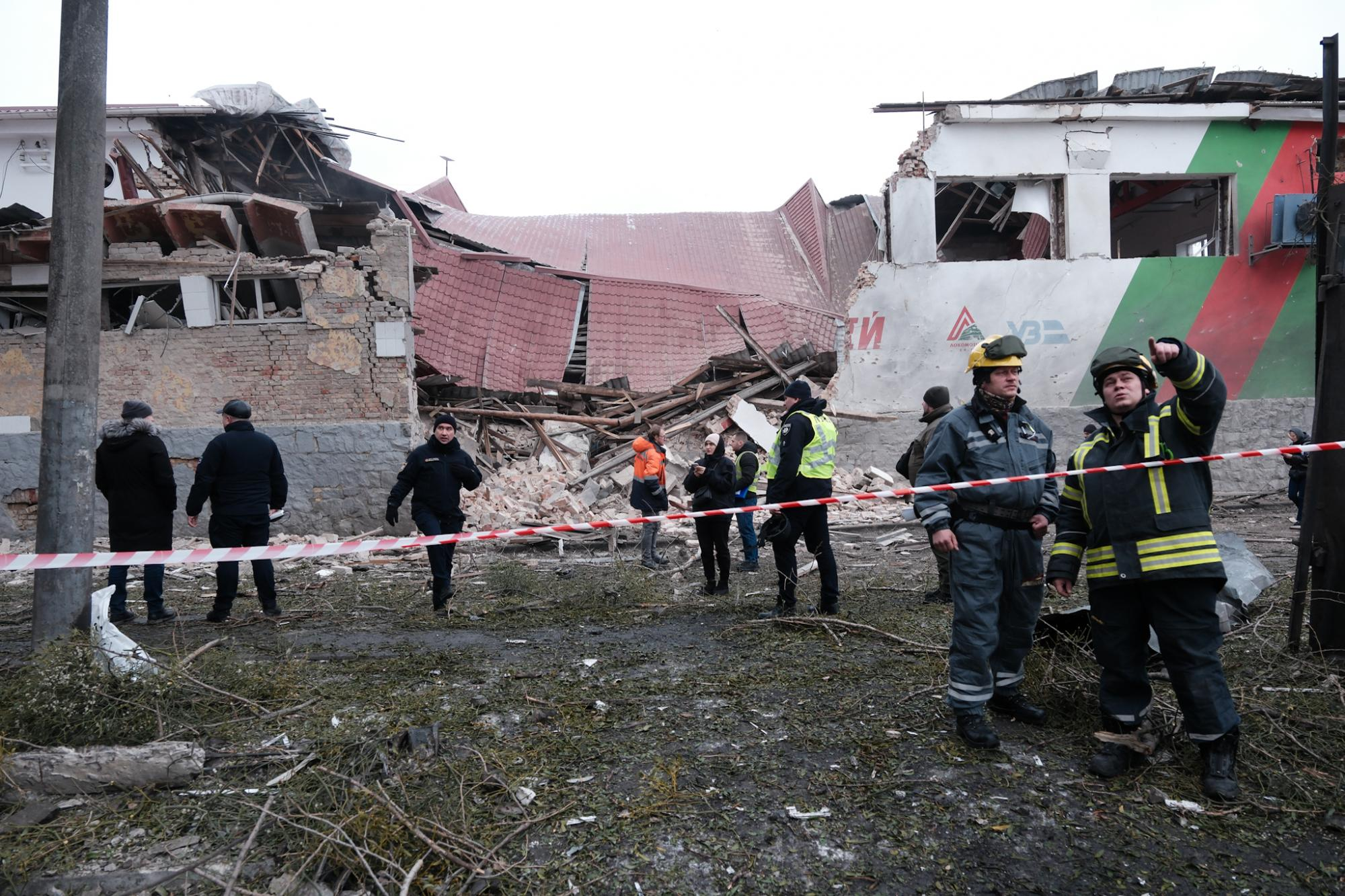
Здание стадиона после ракетного удара

Утром 23 января 2024 года здание стадиона было разрушено в результате российского ракетного удара.